# Cephalopoda
I cefalopodi (Cephalopoda, dal greco κεφαλή (kephalḗ) = testa e πούς (poús) = piede) sono una classe di molluschi esclusivamente marini tra i più complessi. Sono caratterizzati dalla presenza di braccia e da, tranne i Nautiloida, una conchiglia ridotta internamente o del tutto assente, prettamente nectonici (come le seppie e i calamari) o bentonici (come il polpo e il moscardino). Si evolsero in una grande varietà di forme durante il Paleozoico e il Mesozoico, colonizzando praticamente tutti gli ambienti marini con i gruppi dei nautiloidi, ammoniti e belemniti, gli ultimi due totalmente estinti.
Le dimensioni sono molto variabili, da pochi millimetri a vari metri nel caso del calamaro gigante, che è il secondo mollusco più grande, oltre ad essere anche il secondo animale più grande tra tutti gli invertebrati attuali. Nelle dimensioni è superato solamente dal calamaro colossale, che può avere un mantello lungo quasi il doppio del suo. Alcuni cefalopodi estinti, come il vampiromorfo cretaceo Tusoteuthis ed il nautiloide ordoviciano Cameroceras, potevano raggiungere dimensioni perfino più grandi.
La branca della malacologia che studia i cefalopodi prende il nome di teutologia.

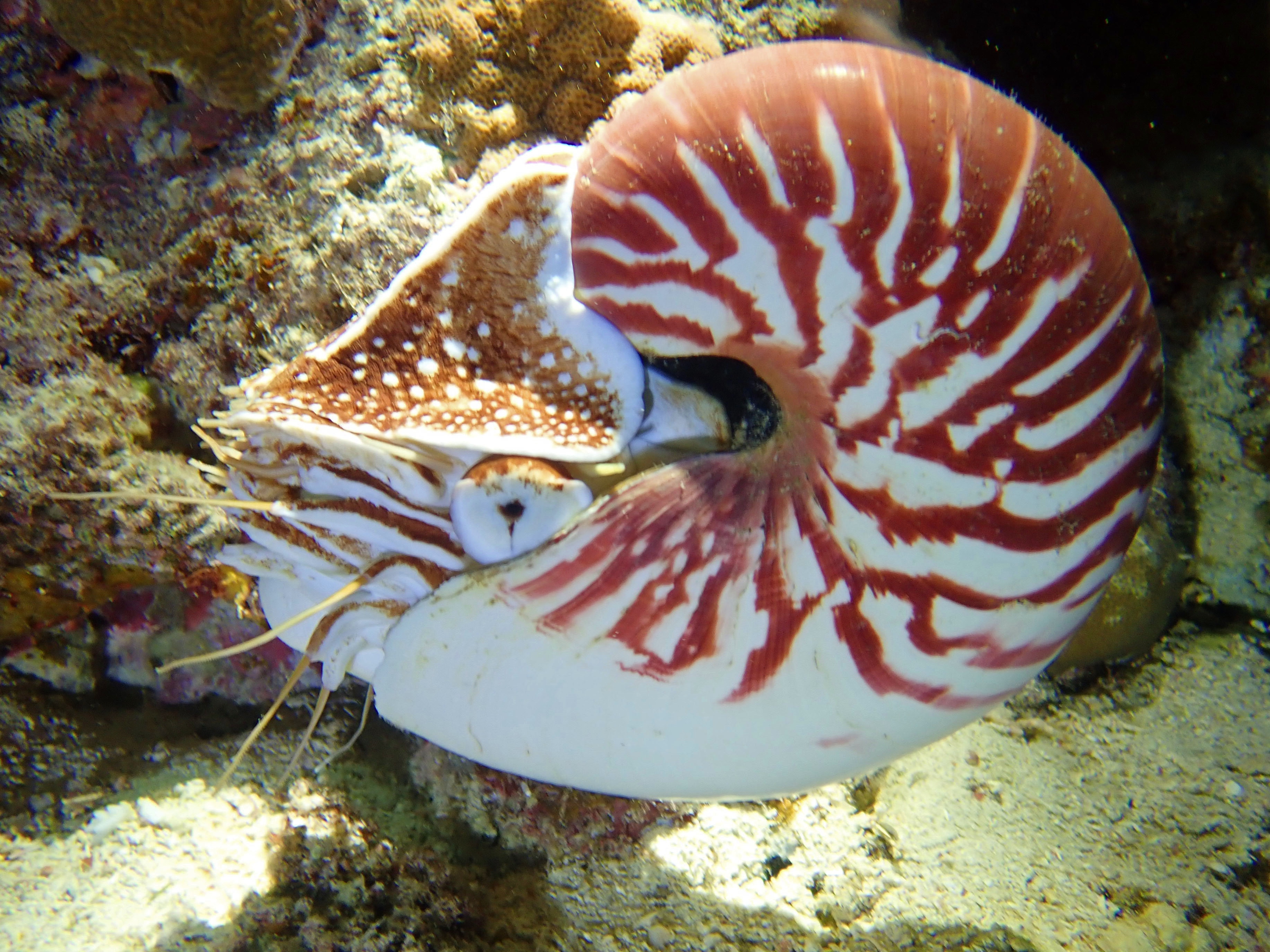
Nautilus vanuatuensis, un Nautilida.

## Anatomia

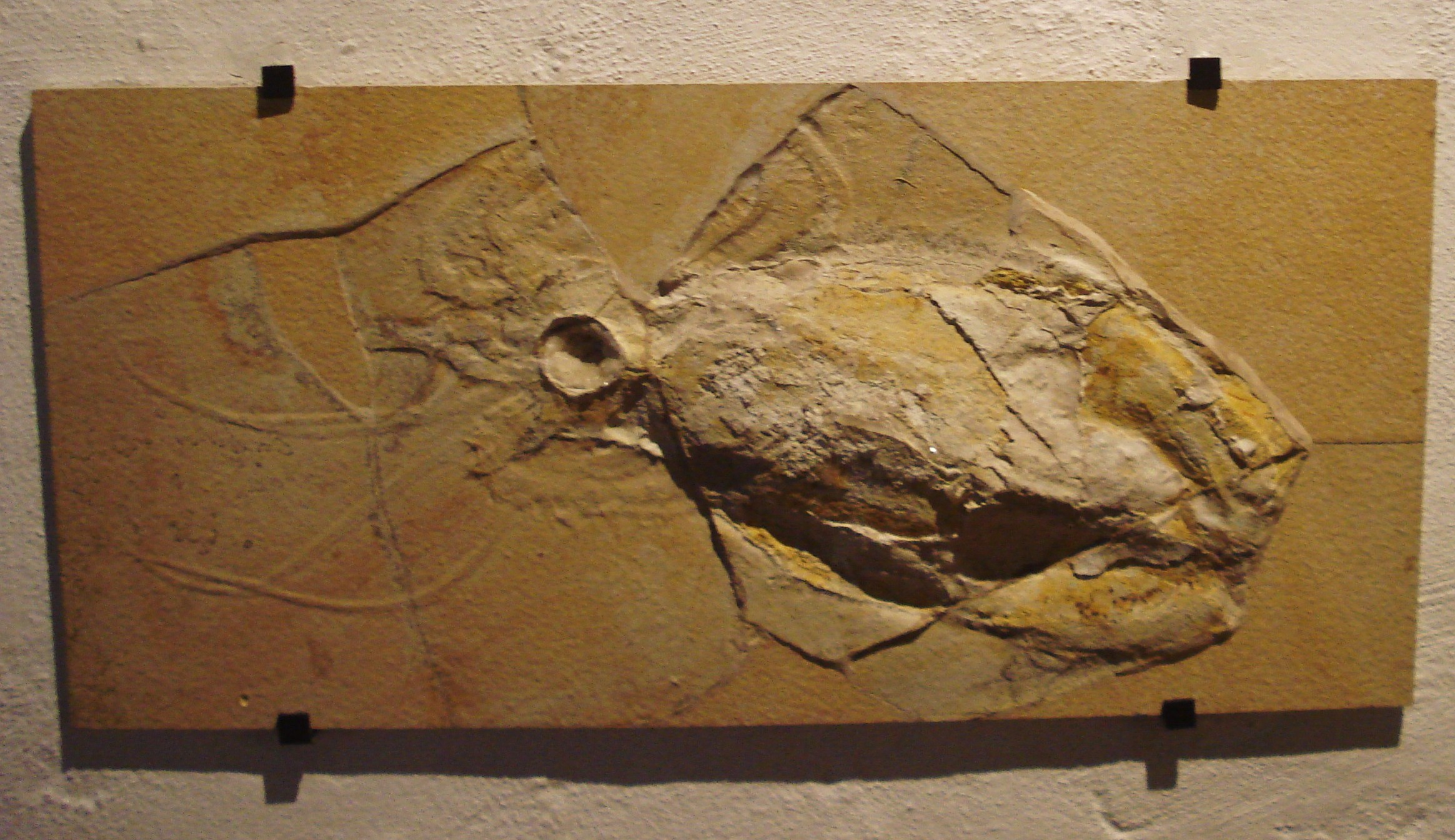
Fossile di Trachyteuthis hastiformis, forma giurassica, affine agli attuali calamari, il cui ottimo stato di fossilizzazione permette di osservare i tentacoli

I cefalopodi hanno un capo ben differenziato e voluminoso con un mantello semichiuso che delimita la cavità palleale contenente gli organi interni; sulla parte esterna del mantello possono essere presenti le pinne. La particolarità morfologica più evidente è la presenza di vistose appendici periboccali caratteristiche dei cefalopodi: nei Coleoidea vi sono otto braccia dotate di strutture atte alla predazione come ventose, cirri o dentelli cornei e, nei soli Decapodiformes, due tentacoli più o meno estensibili e generalmente provvisti di strutture raptatorie solo all'estremità. Nei Nautiloida le braccia sono molto più numerose e prive di ventose o altre strutture. Le braccia e i tentacoli derivano dalla modificazione del piede. Sempre dalla modificazione del piede ancestrale deriva anche l'imbuto o sifone, una formazione muscolare cava situata ventralmente al capo e aperta nella cavità palleale che permette l'espulsione rapida dell'acqua e la propulsione a getto tipica dei cefalopodi. Gran parte dei cefalopodi è in grado di produrre l'inchiostro, un liquido scuro che viene espulso dall'imbuto a scopo di difesa per ingannare o disorientare i predatori.

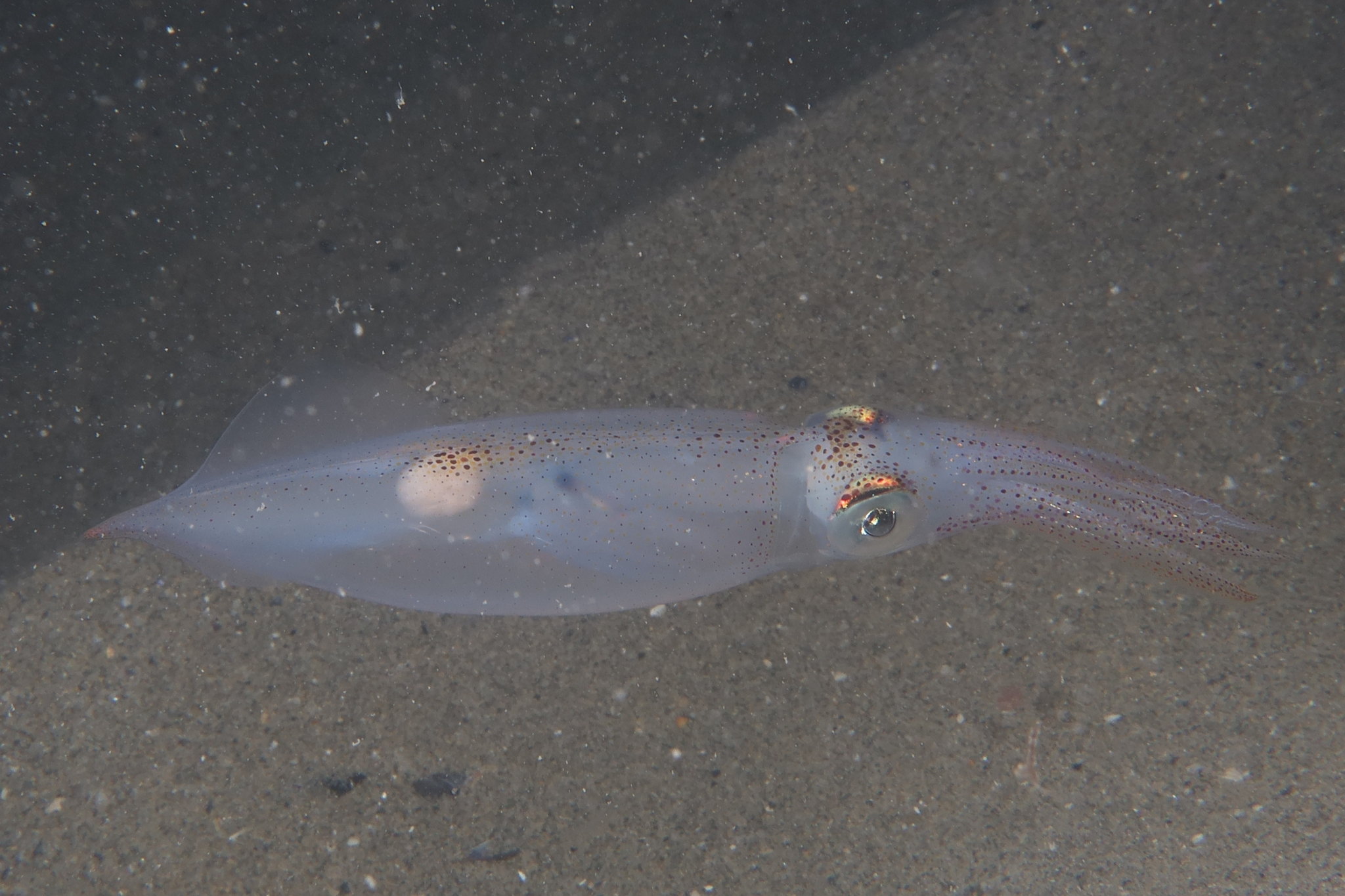
Alloteuthis media, un Myopsida.

### Sistema nervoso e organi di senso
Il sistema nervoso è molto sviluppato ed ha una differenziazione molto superiore a quello degli altri molluschi e del tutto inusuale per un invertebrato. Il cervello, voluminoso, è posto in un cranio cartilagineo. In molte specie ad alta vagilità, tra le quali i calamari e le seppie, è presente un sistema di fibre nervose giganti che connette il sistema nervoso centrale con la muscolatura del mantello consentendo una rapidissima risposta di fuga. Gli occhi dei Coleoidea sono molto sviluppati e differenziati tanto da apparire simili, per pura convergenza evolutiva, a quelli dei vertebrati e ad avere simili performance visive; ad esempio il cristallino focalizza le immagini sulla retina in maniera del tutto comparabile a quanto accade nei pesci e negli altri vertebrati. Altro sistema sensoriale molto sviluppato è quello relativo all'equilibrio, al posizionamento dell'animale nello spazio e al rilevamento dell'accelerazione, gli organi di senso ad esso deputati sono gli statoliti, strutturalmente simili al labirinto dei vertebrati. Oltre agli occhi molti coleoidi hanno dei fotorecettori extra-oculari situati sul mantello che sono in grado di percepire la luminosità ambientale e regolare così la luce prodotta dai fotofori. Altri sistemi sensoriali presenti sono meccanocettori e chemiocettori nonché, in alcune specie, file di recettori cutanei di funzione ignota ma che si crede possano avere una funzione simile a quella della linea laterale dei pesci.
Un meccanismo chiave soprattutto nelle specie bentoniche costiere è quello dei cromatofori, cellule sacciformi ripiene di pigmenti presenti sulla pelle in grado di ampliarsi e restringersi permettendo una cambio di colorazione pressoché istantaneo. L'azione dei cromatofori e la capacità di modificare la tessitura della pelle in maniera estremamente rapida consente a questi cefalopodi una capacità mimetica ineguagliata nel regno animale. Nelle specie pelagiche, soprattutto ma non esclusivamente in quelle di acque profonde, possono essere presenti dei fotofori con funzioni sia di comunicazione intraspecifica che di mimetismo luminoso grazie alla controilluminazione che rende l'animale pressoché indistinguibile dalla luminosità di fondo.

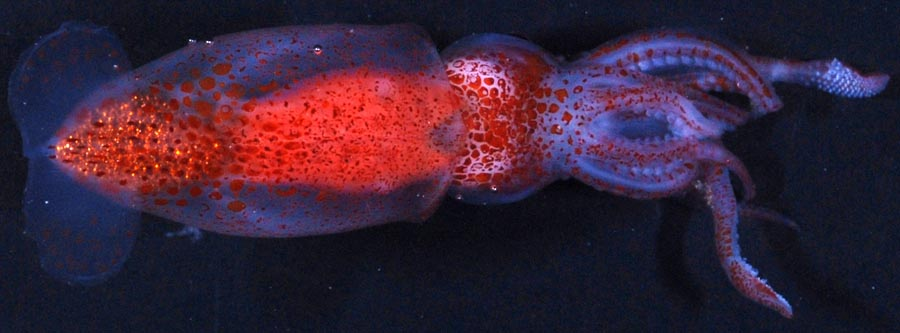
Psychroteuthis glacialis, un Oegopsida.

### Locomozione
La locomozione nei cefalopodi può avvenire attraverso quattro principali meccanismi:
- propulsione a getto grazie all'acqua espulsa violentemente dall'imbuto
- nuoto battuto grazie alle pinne presenti sul mantello
- locomozione sul fondale con l'uso delle braccia
- locomozione medusoide in specie le cui braccia sono unite da una membrana.

Molti gruppi di cefalopodi pelagici hanno un peso specifico simile a quello dell'acqua, cosa che permette loro di galleggiare senza impiegare energia. Questa neutralità viene ottenuta immagazzinando sostanze a basso peso molecolare, ad esempio gli stessi rifiuti azotati, in vari distretti del corpo.

### Respirazione e circolazione
La respirazione avviene attraverso gli ctenidi, branchie situate all'interno della cavità palleale, il cui numero è un carattere tassonomico dato che i Nautiloida ne hanno due paia mentre i Coleoidea un solo paio. L'epitelio ciliato degli ctenidi permette uno scambio gassoso controcorrente con il sistema circolatorio chiuso. Quello dei cefalopodi infatti è l'unico caso di circolazione chiusa tra tutti i molluschi, quindi l'emolinfa (sangue) non fuoriesce dal sistema di vasi sanguigni: il ciclo inizia negli ctenidi dove il sangue si ossigena, poi grazie anche alla presenza di cuori brachiali fluisce verso il cuore centrale (composto da due atri e un ventricolo), situato nella cavità pericardica (di origine celomatica); viene quindi pompato nell'aorta che si biforca in due rami, e successivamente nella rete di vasi sanguigni che raggiungono i vari distretti del corpo. L'aorta ha due rami principali, uno (aorta addominale o minore) che si dirige verso la parte caudale e nutre gi organi in questa posizione, l'altro (aorta dorsale o cefalica) che invece irrora il capo e gli organi ad esso adiacenti; un terzo ramo (aorta gonadica) si sviluppa negli individui sessualmente maturi e va a nutrire gli organi sessuali. Nel sangue dei cefalopodi il pigmento respiratorio principale è l'emocianina, simile all'emoglobina ma contenente rame invece che ferro; l'emocianina ha una capacità di trasporto dell'ossigeno inferiore all'emoglobina ma gli adattamenti del sistema circolatorio consenstono un trasporto molto efficace paragonabile a quello dei pesci pelagici a nuoto attivo.

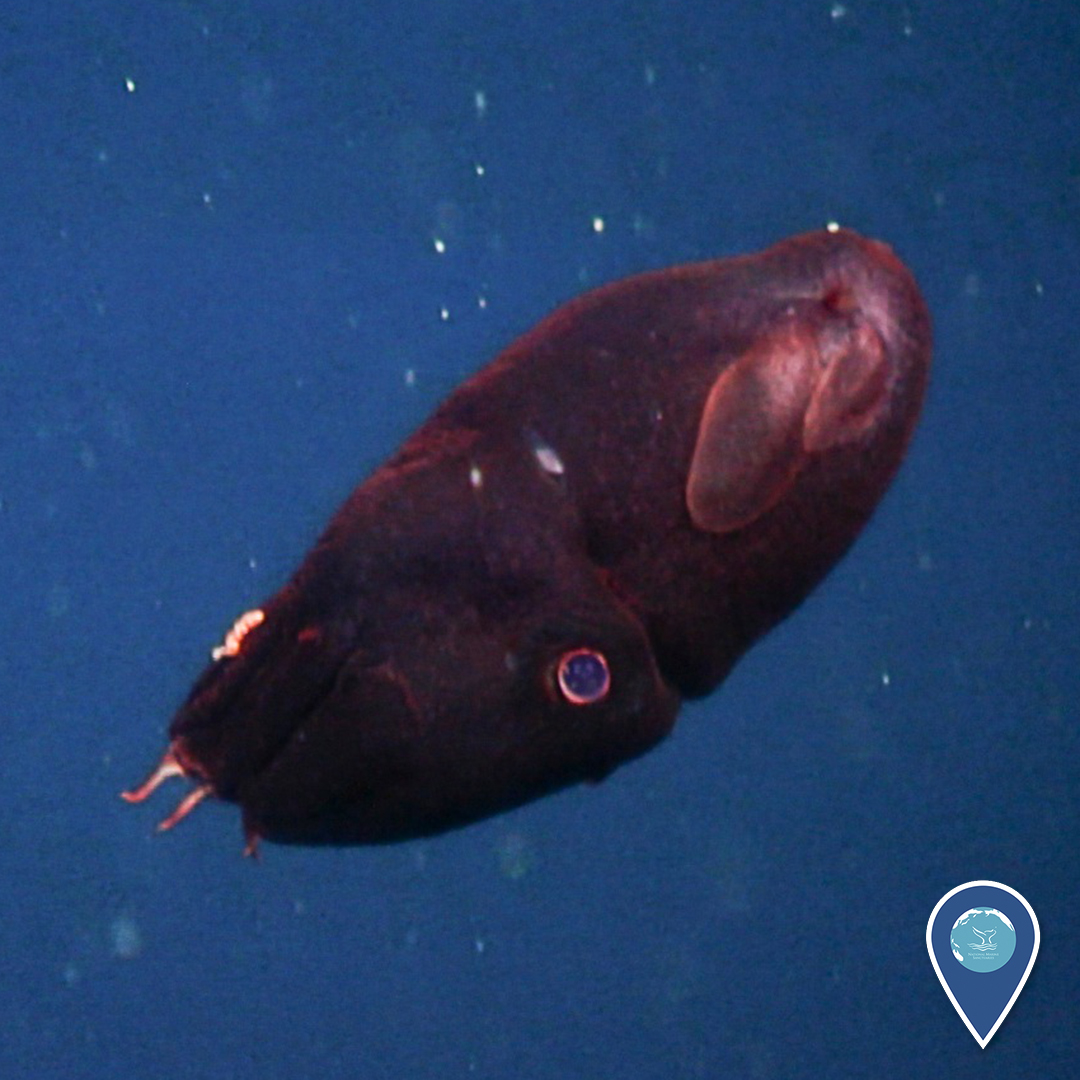
Vampyroteuthis infernalis, l'unico Vampyromorpha vivente

### Apparato digerente
La bocca è armata di robuste mascelle cornee a forma di becco ed è spesso presente la radula, formazione buccale tipica dei molluschi. La digestione nei cefalopodi è altamente efficiente tanto che in specie sedentarie come i polpi circa il 50% in peso del cibo ingerito viene trasformato in massa corporea; nelle specie più vagili questa proporzione decresce radicalmente. La nutrizione dei cefalopodi è largamente basata sulle proteine mentre sembra che carboidrati e lipidi non siano assimilati.

### Sistema escretore
Il sistema escretore appare assai diverso e più diversificato rispetto a quello degli altri molluschi e, assieme al sofisticato apparato circolatorio e alla presenza di cuori soprannumerari consente ai cefalopodi una grande mobilità e uno stile di vita vagile del tutto precluso ai molluschi di altre classi. Sebbene l'organizzazione di questo apparato sia diversa tra i vari gruppi di cefalopodi uno schema generale comprende le ghiandole pericardiache, i cuori branchiali e il sacco renale con le relative appendici renali, questi ultimi rilasciano gli ioni ammonici nella cavità del mantello dalla quale verranno poi espulsi all'esterno; una parte dei prodotti di scarto vengono escreti direttamente dalle branchie. Alcuni cefalopodi pelagici trattengono una parte delle sostanze di scarto azotate nei tessuti al fine di dimunuire il proprio peso specifico.

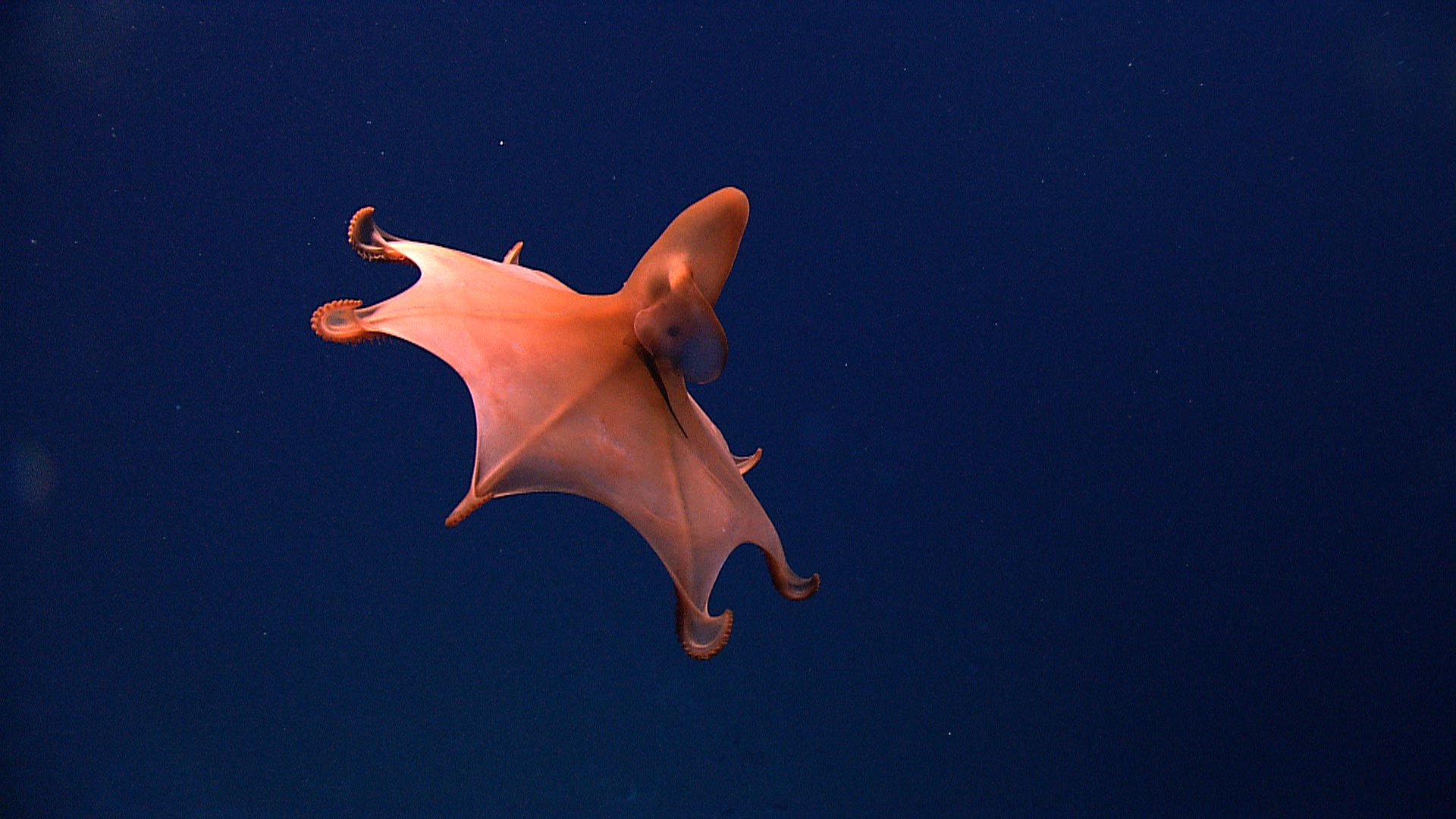
Cirrothauma murrayi, un Cirrina.

### Conchiglia
Gli unici rappresentanti viventi di cefalopodi provvisti di conchiglia esterna sono i nautiloidi, gruppo di molluschi assai diffuso e diversificato nel Paleozoico e del quale sopravvivono solo due generi e sette specie. La conchiglia dei Nautilus è sottile e liscia, avvolta dorsalmente su uno stesso piano, quindi senza che avvenga una torsione dei visceri come nei gasteropodi. Inoltre, il guscio è concamerato, presenta un canale che collega i vari compartimenti e permette al gas ivi contenuto di passare attraverso i setti trasversali che delimitano le camere, favorendo il galleggiamento dell'animale tramite opportune regolazioni di pressione. L'ultima camera, la più grande, è l'unica occupata dalle parti molli dell'organismo, dotato di circa 90 tentacoli privi di ventose. Unca altra specie ad avere una conciglia concamerata e spiraliforme però interna è la spirula. Negli altri cefalopodi odierni si assiste a una vario grado di riduzione, dalla conchiglia calcarea laminata delle seppie a quella cornea vestigiale dei calamari fino a residui cartilaginei rudimentali negli ottopodi Cirrina. In altri ottopodi e in molte sepiole la conchiglia può scomparire completamente. Le femmine del genere Argonauta, secernono un'ooteca calcarea spiralata simile ma ontogeneticamente non correlata a una conchiglia, che serve solo per contenere le uova.

### Apparato riproduttivo

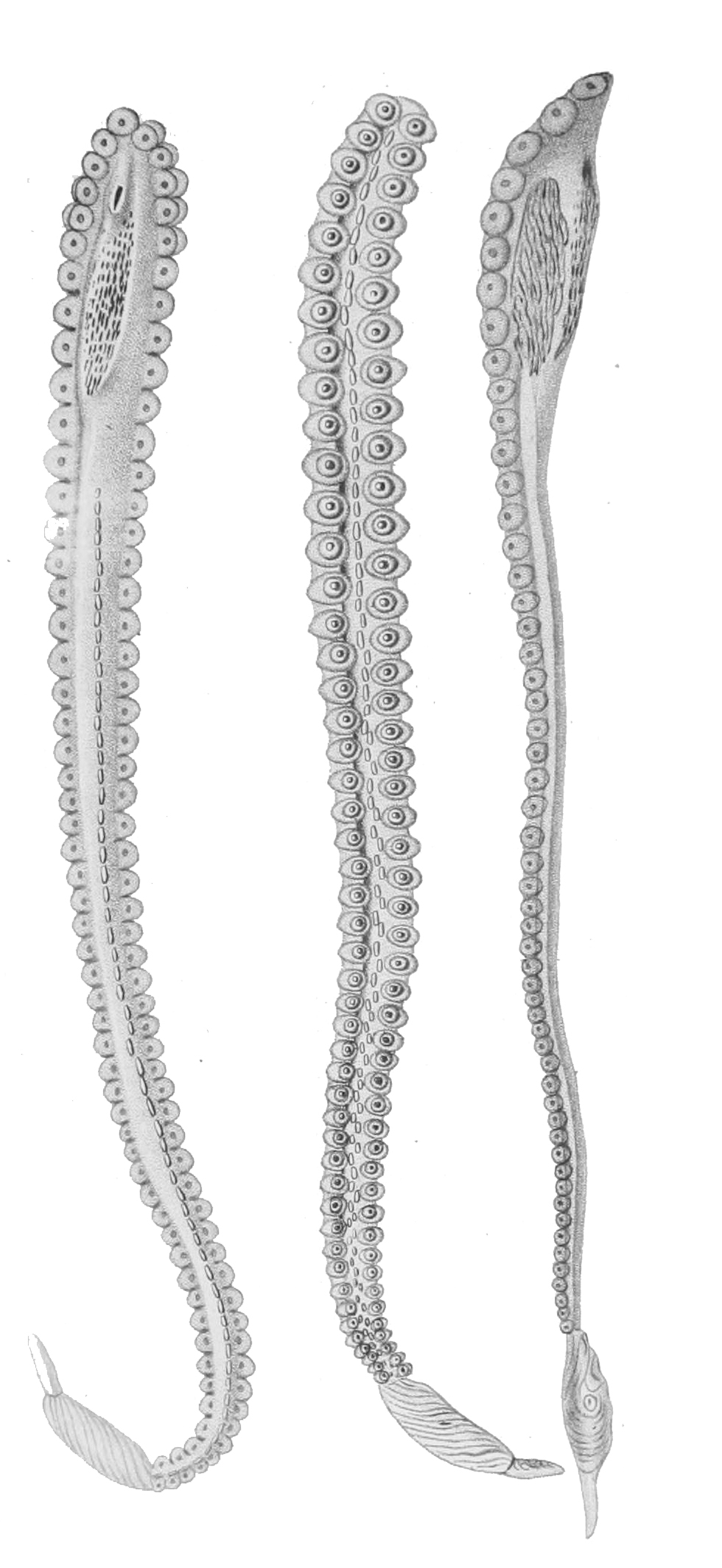
Ectocotili di diverse specie di cefalopodi.

I cefalopodi sono dioici, cioè a sessi separati. Le gonadi sono localizzate all'estremità posteriore del corpo e si aprono direttamente nella cavità celomatica. La struttura dell'apparato riproduttore dei cefalopodi è particolarmente complessa. Il maschio non libera gli spermatozoi, ma li impacchetta in spermatofore che deposita nella cavità palleale della femmina. Nella maggioranza delle specie il trasferimento avviene mediante un braccio modificato detto ectocotile, che presenta una doccia lungo il lato del braccio e termina con una sorta di beccuccio, detto calamo, e una specie di "cucchiaio" terminale, detta ligula, nel quale la spermatofora viene depositata da un organo definito pene, mentre in altre nelle quali l'ectocotile non è presente si ritiene che il trasferimento avvenga tramite il pene stesso. Una volta all'interno della cavità del mantello femminile la spermatofora si disfa permettendo agli spermatozoi di liberarsi. In alcune specie lo sperma può sopravvivere per mesi all'interno della femmina prima che avvenga effettivamente la fecondazione. Nel genere Argonauta addirittura l'ectocotile del maschio si distacca e penetra autonomamente nella cavità palleale della femmina trasportando la spermatofora. Le uova sono nella maggioranza delle specie riunite in masse ovigere tenute assieme dai secreti delle ghiandole nidimentali e dalle ghiandole degli ovidutti della femmina; queste masse possono aderire al substrato o a oggetti duri oppure essere pelagiche. Poche specie pelagiche depongono uova singole non aggregate in masse ovigere. Le femmine di Argonauta producono una pseudoconchiglia o ooteca calcarea simile a una vera conchiglia alla quale attaccano le masse di uova.

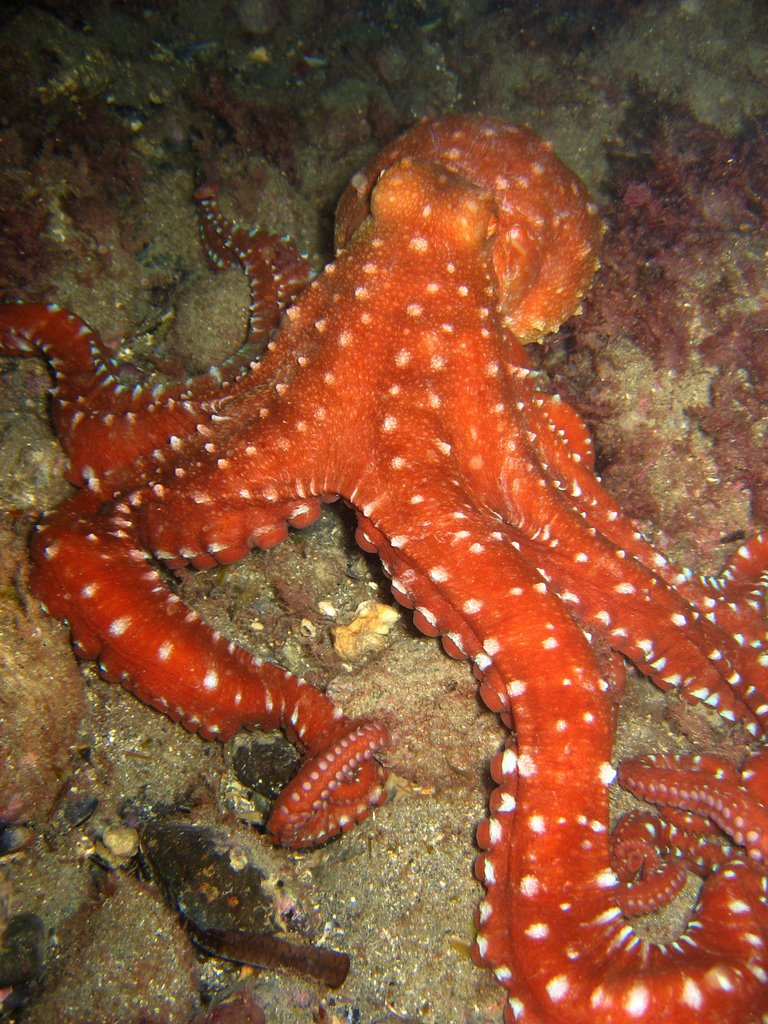
Callistoctopus macropus, un Incirrina.

## Biologia

### Longevità
I Nautiolidea sono probabilmente i cefalopodi più longevi e possono vivere fino a 20 anni. I coleoidei hanno in genere cicli vitali piuttosto brevi compresi tra qualche mese e uno-due anni. I Pyroteuthidae sembra che non superino i sei mesi di vita e certe seppie di dimensioni molto piccole possono concludere il ciclo vitale in soli 2-3 mesi. Al contrario specie molto grandi come i calamari giganti o che vivono in acque molto fredde e quindi hanno un metabolismo molto lento possono vivere alcuni anni.

### Riproduzione
I coleoidei sono animali semelpari, ovvero che effettuano un singolo atto riproduttivo nella vita dopo di che muoiono. Il periodo riproduttivo può essere più o meno prolungato e comportare una o più deposizioni di uova ma alla fine si ha comunque invariabilmente la morte dei riproduttori. Al contrario i nautiloidei sono animali longevi che si riproducono annualmente.

#### Sviluppo
Il cefalopodi hanno uno sviluppo diretto e i giovanili che fuoriescono dall'uovo sono simili in genere ad adulti in miniatura. Tuttavia in alcuni casi, sebbene l'aspetto generale e il piano corporeo dei neonati sia già simile a quello definitivo, ci sono evidenti differenze tra gli adulti e i giovanili spesso legate a diversità ecologiche tra le due età: in questo caso si parla di paralarva.
I giovanili possono avere abitudini sia bentoniche, soprattutto in specie nelle quali anche l'adulto ha questo stile di vita, che planctoniche; una fase di dispersione planctonica è frequente anche in specie bentoniche da adulte. Spesso i neonati e i giovanili di specie viventi ad alte profondità vivono in acque più vicine alla superficie degli adulti per poi discendere alla profondità definitiva gradualmente con l'aumentare delle dimensioni.

### Alimentazione
I cefalopodi sono tutti predatori, le loro prede sono costituite da crostacei, pesci, altri cefalopodi e molluschi bivalvi. I cefalopodi sono da considerarsi tra i predatori più efficienti fra gli organismi marini data la loro agilità, velocità e l'ottima vista.  Nei decapodi spesso la cattura delle prede avviene attraverso la rapida estroflessione dei due tentacoli oppure utilizzandoli per attrarre le prede. Molti ottopodi e anche alcune specie di seppie paralizzano le prede rilasciando una tossina a rapida azione. Comunque avvenga la cattura la preda viene poi uccisa con il forte becco chitinoso dotato di potenti muscoli.

## Distribuzione e habitat
I cefalopodi hanno una distribuzione cosmopolita nelle acque marine e oceaniche. Si trovano in tutti gli ambienti marini dalle coste a partire dalla zona intertidale ai piani abissale e adale a profondità superiori ai 5000 metri. Esistono specie bentoniche, pelagiche e planctoniche. Un forte fattore limitante per la loro diffusione è la salinità: i cefalopodi sono infatti quasi invariabilmente stenoalini d'acqua salata incapaci di tollerare valori di salinità inferiori al 27‰. Una delle pochissime eccezioni è Lolliguncula brevis che si può trovare in acque salmastre a salinità fino al 17‰. In tutta la lunghissima storia evolutiva di questa classe sembra che la stenoalinità sia sempre stata una caratteristica tipica dei cefalopodi e che nemmeno nel passato geologico abbiano mai colonizzato ambienti d'acqua dolce. Non è invece così definito il limite superiore di salinità che i cefalopodi possano tollerare: vi sono specie che prosperano in acqua con salinità che supera il 37‰. Diverse specie di cafalopodi meso e batipelagici effettuano migrazioni nictemerali ovvero si spostano a profondità minori durante le ore notturne; questo pattern migratorio è comune a molte specie pelagiche di profondità appartenenti ai più vari gruppi tassonomici.

## Origine del gruppo

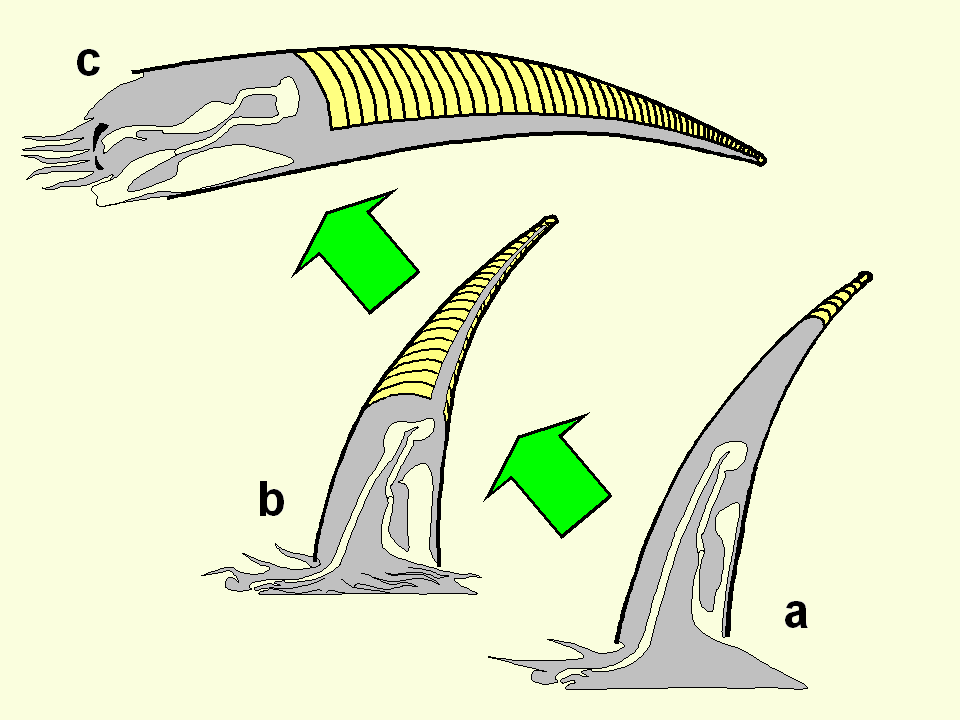
Schema dell'evoluzione dei nautiloidi nel Cambriano superiore, da forme (a) simili ai monoplacofori (Hypseloconidae), con setti ma ancora prive di sifone, a (b) nautiloidi primitivi (Plectronocerida) e a (c) nautiloidi con tutti i caratteri del gruppo (Ellesmerocerida). Nello schema è evidenziata la parte settata (fragmocono) della conchiglia

Dalla documentazione fossile finora disponibile, i cefalopodi hanno origine in quella che attualmente è la Cina nord-orientale (Manciuria), nel Cambriano superiore; si tratta di forme primitive di nautiloidi attribuite all'ordine Plectronocerida, dotate di una conchiglia esterna di forma conica diritta o debolmente ricurva con una parte concamerata (fragmocono) con setti interni perforati e attraversati da una struttura organica (sifuncolo) che permetteva il controllo dei fluidi presenti nelle camere interne (liquidi organici e gas) e quindi poteva consentire una certa galleggiabilità dell'organismo. Queste prime forme hanno probabilmente avuto origine da un gruppo affine ai monoplacofori, gli Hypseloconidae, dotati di conchiglia conica con setti imperforati.
Nell'Ordoviciano i nautiloidi hanno una radiazione esplosiva, con forme anche di notevole mole, e rientrano tra le forme di vita dominanti di predatori negli ecosistemi marini. La loro diffusione permane notevole in tutto il Paleozoico, nonostante diverse crisi biologiche e una certa riduzione della differenziazione nel Paleozoico superiore (dal Devoniano), parallelamente all'evoluzione e alla diffusione dei pesci (dal nuoto più veloce ed efficiente). Nel Devoniano superiore, da alcune forme di nautiloidi si originano gli Ammonoidea, che in gran parte li sostituiscono come cefalopodi di maggior successo fino a tutto il Mesozoico, per estinguersi completamente tra il Cretacico superiore e il Paleocene basale; i nautiloidi sono sostanzialmente risparmiati da quest'ultima crisi e hanno una nuova radiazione nel Terziario inferiore, seguita da un declino a partire dal Pliocene.
Nel Paleozoico superiore (Devoniano) compaiono anche i primi Coleoidea, probabilmente originatisi da forme di nautiloidi a conchiglia diritta (Orthocerida), ma si mantengono poco diffusi fino al Mesozoico inferiore (Triassico), quando compaiono le prime vere belemniti. Nel Mesozoico compaiono la maggior parte degli attuali gruppi di Coleoidea (Teuthida, Octopoda, Vampyromorphida, Sepiida, Spirulida) che, sebbene subiscano in varia misura la crisi biologica tra Cretacico e Terziario, in quest'ultima era hanno una radiazione evolutiva esplosiva, costituendo le forme attualmente di gran lunga più diffuse.

## Tassonomia
La classe dei cefalopodi è normalmente divisa in dibranchiati e tetrabranchiati, a seconda che dispongano per la respirazione di una o due coppie di branchie.
Si elencano i taxa sottordinati:

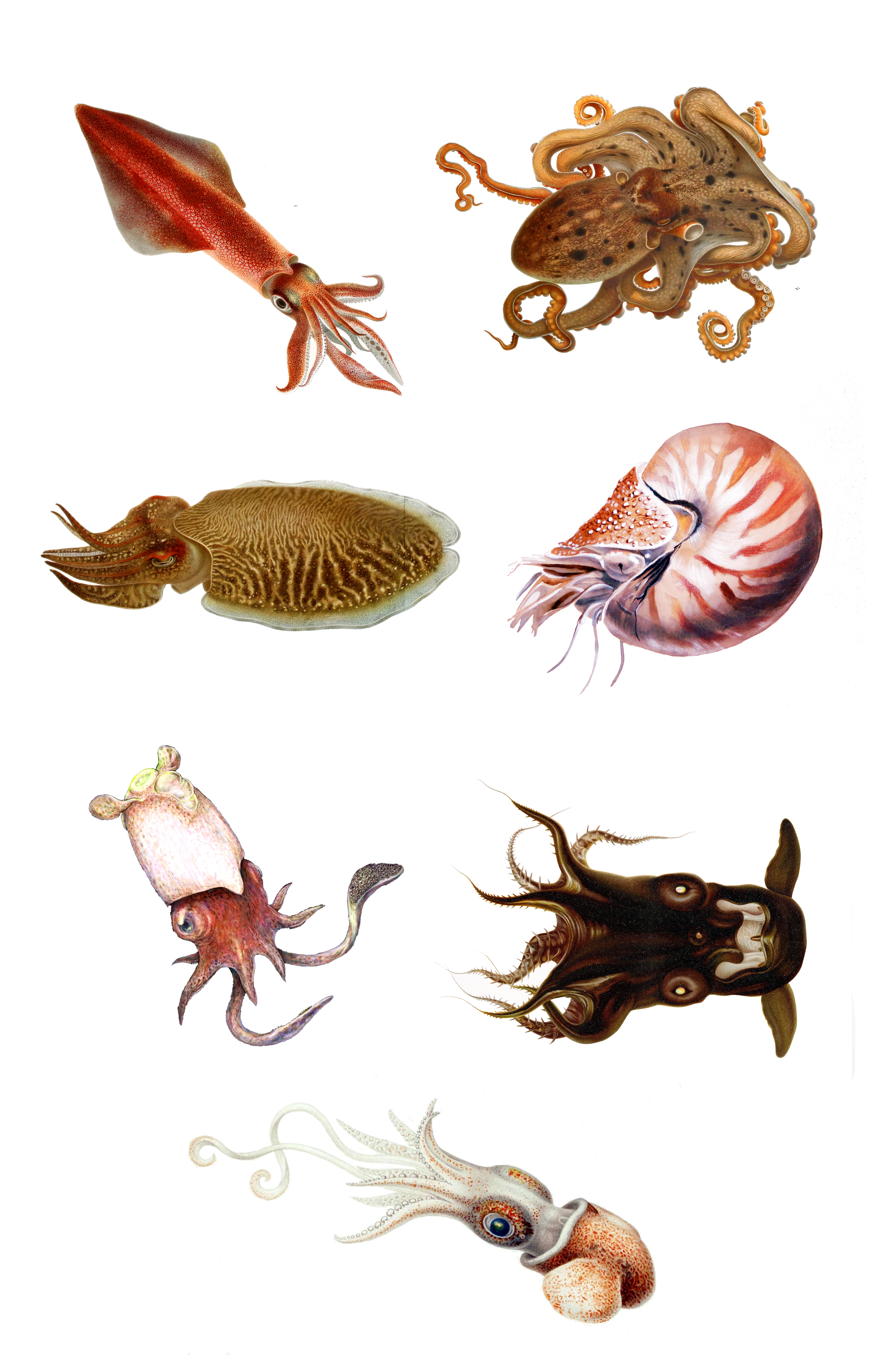
Da sinistra a dedstra e dall'alto in basso:
1-Loligo vulgaris (Myopsida)
2-Eledone moschata (Octopoda)
3-Sepia officinalis (Sepiida)
4-Nautilus sp. (Nautilida)
5-Spirula spirula (Spirulida)
6-Vampyroteuthis infernalis (Vampyromorpha)
7-Austrorossia mastigophora (Sepiida)

- Sottoclasse Nautiloida (Nautiloidi)

- Ordine Nautilida (Nautilidi)

- Sottoclasse Coleoidea (Coleoidi)
  - Superordine Decapodiformes (Decapodiformi)
    - Ordine Bathyteuthida
    - Ordine Idiosepida
    - Ordine Myopsida
    - Ordine Oegopsida
    - Ordine Sepiida (Seppie)
    - Ordine Spirulida (Spirulidi)

  - Superordine Octopodiformes (Octopodiformi)
    - Ordine Vampyromorpha (Vampiromorfidi)
    - Ordine Octopoda (Polpi)
- Sottoclasse Ammonoidea † (Ammonoidi)
- Sottoclasse Endoceratia †
- Sottoclasse Multiceratia †
- Sottoclasse Orthoceratia †
- Sottoclasse Plectronoceratia †
- Sottoclasse Tarphyceratia †

## Rapporti con l'uomo

### Pericoli
Il becco dei cefalopodi, robusto e dotato di una potente muscolatura, può ferire chi li manipola senza precauzioni ma si tratta di ferite, seppur dolorose, senza conseguenze gravi se non in caso di infezione. Alcune specie possiedono un veleno impiegato per paralizzare le prede che però non è attivo sui vertebrati. Una notevole eccezione è il polpo dagli anelli blu, piccolo e colorato ottopode diffuso nell'Indo-Pacifico tropicale, il cui veleno contenente tetrodotossina e iniettato con il morso ha causato diverse vittime umane. Non risultano altri cefalopodi il cui veleno sia pericoloso per l'uomo ma per la stragrande maggioranza di essi non sono stati compiuti studi approfonditi e dunque ve ne potrebbero essere altre ancora ignote. Diverso è il caso del calamaro di Humboldt, calamaro sfruttato commercialmente nel Pacifico orientale, che ha un comportamento aggressivo soprattutto quando in branco e in frenesia alimentare. Pare che pescatori caduti in acqua durante le operazioni di pesca e in qualche caso subacquei siano stati attaccati anche con esiti letali.

### Importanza economica
Molte specie di cafalopodi sono apprezzati come cibo fin da tempi antichi e sono oggetto di intensa pesca nei mari di tutto il mondo. Nel 2001 i cefalopodi sbarcati a livello globale 3,3 milioni di tonnellate per un valore di circa 5 miliardi di dollari e corrispondenti al 3,6% dei prodotti ittici marini catturati in quell'anno. I calamari di varie specie costituiscono circa il 70% dei cefalopodi catturati seguiti dalle seppie e dai polpi. Le specie più catturate sono nell'ordine Illex argentinus, Todarodes pacificus e Dosidicus gigas. Gli stati che effettuano le maggiori catture di cefalopodi sono Giappone, Cina, Corea del Sud e Argentina.

### Pesca
La pesca commerciale dei cefalopodi viene effettuata con una varietà di tecniche, le due più importanti a livello globale sono la pesca con esche artificiali e la pesca a strascico. La prima tecnica si avvale di esche artificiali del tipo totanara, questa pesca può essere effettuata artigianalmente a mano o con tecnologie automatizzate capaci di catture su scala industriale. Una quota minore di cefalopodi viene catturata con altre tecniche quali reti da posta e nasse.